# Rózsaboa
A rózsaboa (Lichanura trivirgata) az óriáskígyófélék családjába tartozó, kis termetű, nem mérges kígyófaj, amely az Egyesült Államok délnyugati részén és Mexikó Sonora államában, valamint a Kaliforniai-félszigeten honos. Terráriumban gyakran tartott kígyó. 

## Megjelenése

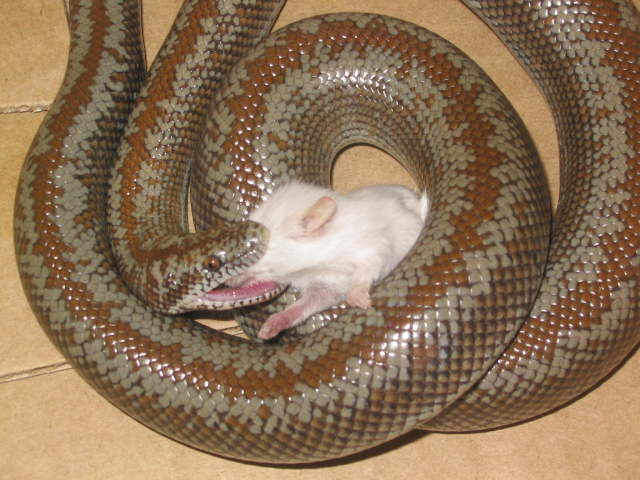
Táplálkozó rózsaboa

A kifejlett rózsaboa többnyire 45–85 cm hosszú, bár a kaliforniai partvidéken előfordulhatnak 90–110 cm-es példányok is. A nőstény valamivel nagyobb a hímnél. Erőteljes, izmos testének átmérője kb. 4–5 cm. Feje csak kissé szélesebb a nyaknál, farka viszonylag tompán végződik. Szemei kicsik, pupillái függőleges oválisok. Pikkelyei simák. A hímek kloákája mellett két apró karom formájában megfigyelhetők a hátsó lábak maradványai. Alapszínezete változatos és függ az alfajtól. Jellegzetessége a törzsön hosszában végigfutó három párhuzamos, sötét csík: egyik a gerinc vonalában, a másik kettő az oldalain. A sávok lehetnek egészen kontrasztosak, jól megfigyelhetőek, vagy halványak, a háttértől csak kevéssé elkülönülők.
Öt alfaja ismert:
- arizonai rózsaboa, Lichanura trivirgata arizonae Spiteri, 1991
- sivatagi rózsaboa, Lichanura trivirgata gracia Klauber, 1931 – alapszíne szürke vagy földszín; narancs-, rózsaszín vagy rozsdabarna hosszanti csíkokkal
- parti rózsaboa, Lichanura trivirgata roseofusca Cope, 1868 – szürke vagy krémszínű alapszín és szakadozott, halvány vörösbarna csíkok
- bajai rózsaboa Lichanura trivirgata saslowi Spiteri, 1987 - acélszürke háttér és jól elkülönülő narancs vagy rozsdavörös csíkok
- mexikói rózsaboa Lichanura trivirgata trivirgata Cope, 1861 – földszín alapon széles, kontrasztos, csokoládébarna csíkok

## Elterjedése
A rózsaboa az Egyesült Államokban Dél- és Nyugat-Arizonában és Kalifornia déli részén, valamint Északnyugat-Mexikóban, a Kaliforniai-félszigeten  és Sonora államban fordul elő. Kaliforniában a Colorado-sivatagban, a Mojave-sivatagban és Los Angeles, Orange, Riverside és San Diego megyékben honos. Sonorában a USA-határtól a Sonorai-sivatagon keresztül egészen Ortizig él. A Kaliforniai-félsziget teljes területén megtalálható, kivéve az egészen sziklás és száraz területeket.

## Életmódja

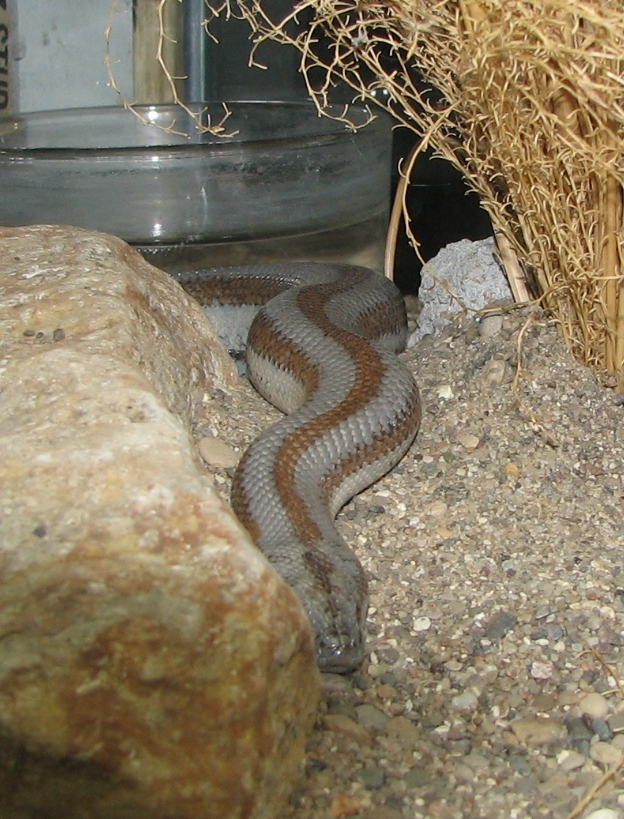
Fogságban tartott rózsaboa

Félsivatagokban, sivatagokban, száraz bozótosokban, sziklás lejtőkön, homokos lapályokon él 2000 m tengerszint fölötti magasságig. Aktivitása hőmérsékletfüggő, tavasszal és ősszel napközben is lehet találkozni vele, míg nyáron a nappali hőség elől sziklarepedésekbe, kövek alá húzódik, vagy ahol kevés a szikla, rágcsálójáratokba bújik el. Elsősorban a gránitsziklás vidékeket kedveli. A telet a föld alá húzódva, hibernált állapotban tölti. Tavasszal a legaktívabbak, ilyenkor van a párzási időszakuk is. Mozgásukat a víz is befolyásolja. Mivel száraz, félsivatagi környezetben élnek,el kell kerülniük a kiszáradást, a magas hőmérséklet mellett ez a másik ok, ami miatt nyáron nappal lehetőleg a föld alatt tartózkodnak. Eső után azonban világosban is előbújhatnak.
A rózsaboák főleg kisemlősökkel táplálkoznak, de megeszik a kisebb madarakat és gyíkokat is. Étrendjüket elsősorban bozótpatkányok, amerikaiegerek, kengurupatkányok és kisnyulak alkotják. A leglassúbb kígyók közé tartoznak, zsákmányukat nem üldözik, hanem lesből próbálnak lesújtani rájuk. A rágcsálót apró, hegyes fogaikkal megragadják és körbetekeredve rajta megfojtják.
Méregfoga nincs. Az emberre gyakorlatilag soha nem támad; ha megzavarják, összegömbölyödik és fejét a gombolyag közepébe rejti. Ha táplálékot nyújtanak felé, akkor viszont mellésújthat és tévedésből megharaphatja gazdája kezét.
Elevenszülők, a nőstény október-novemberben egyszerre kb. hat 30 cm-es utódot hoz a világra. Élettartama fogságban elérheti a 30 évet, a szabadban pedig a 18-22 évet.
Nem veszélyeztetett faj, élettere távol van az emberi tevékenységtől, létszáma stabil. Helyenként a túlzott terrarista begyűjtés vagy az utakra tévedve az autók veszélyeztethetik. 

## Fogságban
A viszonylag kis termetű, szelíd és könnyen tartható rózsaboa a kezdő terraristák egyik kedvence. Egérrel táplálható és fogságban is szaporodik. Számos színváltozata hozzáférhető, köztük az albínó példányok is.
A 25-27 °C körüli, száraz, szellős, sok búvóhellyel rendelkező terráriumban érzik jól magukat.

## Fordítás
- Ez a szócikk részben vagy egészben  a   Rosy boa című angol Wikipédia-szócikk ezen változatának fordításán alapul.  Az eredeti cikk szerkesztőit annak laptörténete sorolja fel. Ez a jelzés csupán a megfogalmazás eredetét és a szerzői jogokat jelzi, nem szolgál a cikkben szereplő információk forrásmegjelöléseként.